# 안모도

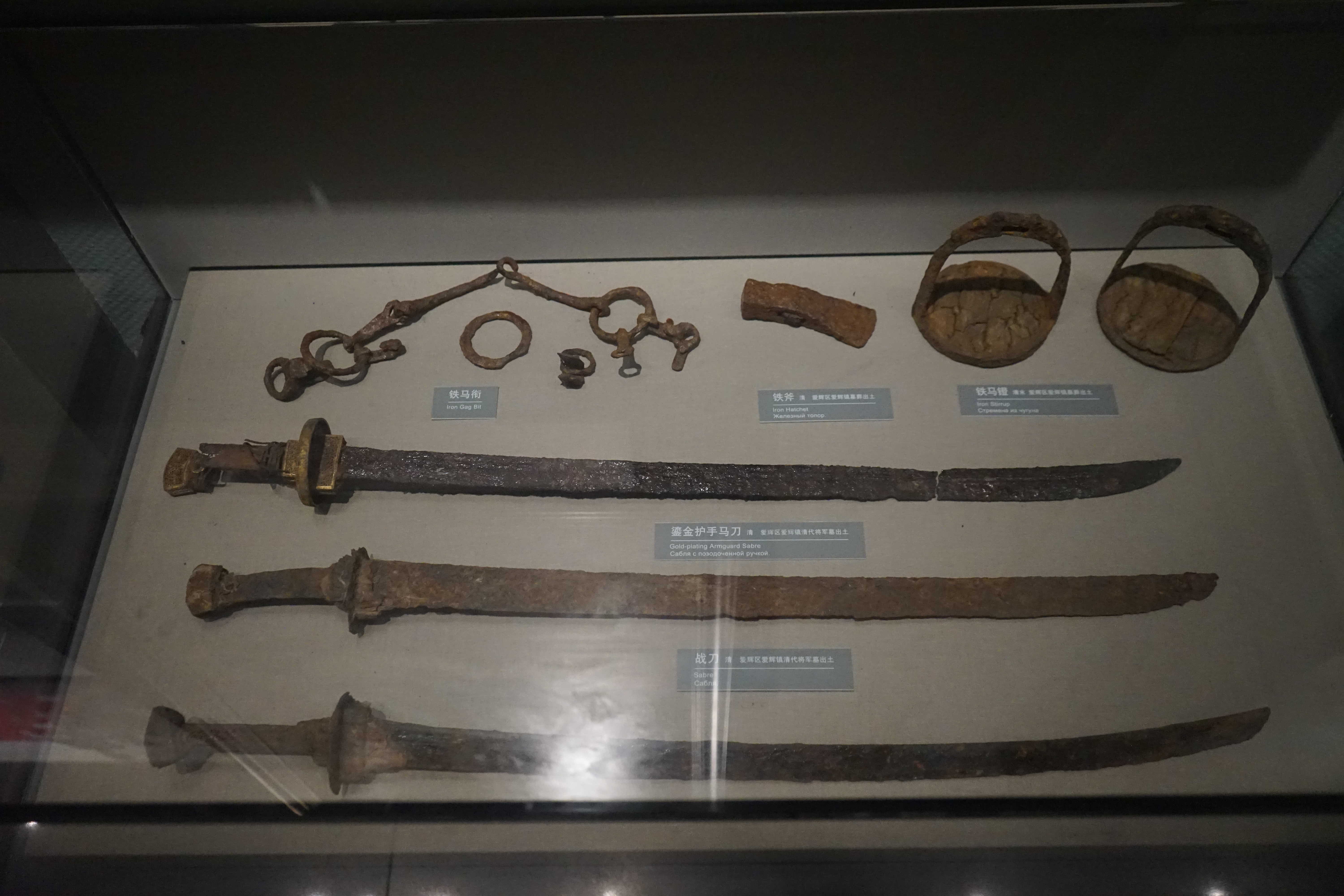
청나라의 패도(佩刀)는 모양이 약간 다르지만 주로 직선형이다. 현대 수집가들은 이 칼날을 안령도/안모도로 분류하는 경향이 있다.

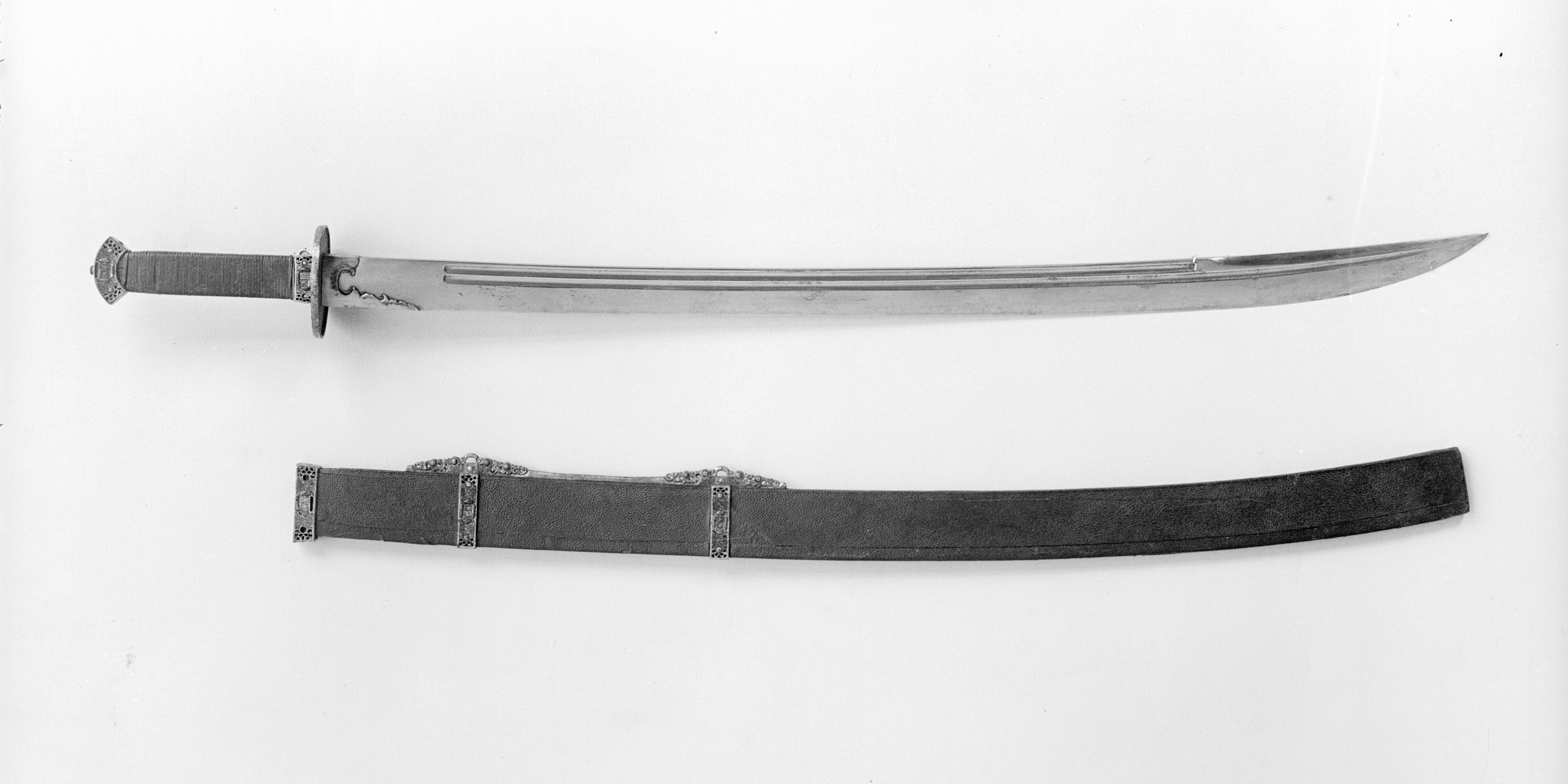
17~18세기의 유엽도

안령도(중국어: 雁翎刀, 직역: 거위털 칼) 또는 안모도(중국어: 雁毛刀, 직역: 거위털 칼)는 명나라와 청나라 중기(1368~1800)에 표준 군사 무기로 사용된 도의 일종이다. 칼날(blade)은 칼끝에 접근하는 날의 마지막 1/4 정도를 따라 충격 중심 주위에서 곡선이 시작될 때까지 직선이다. 타격의 중심은 단단한 접촉 시 진동이 가장 적은 칼날의 지점이며, 세게 썰 때 대상에 가장 많은 힘을 전달하는 칼날의 지점이다. 이를 통해 검과 유사한 찌르기 공격과 전반적인 처리가 가능하면서도 절단 및 베기에서 도의 강점을 대부분 유지할 수 있다. 이 유형의 도검은 18세기 말까지 군사 및 무술 수련자 모두에게 인기를 잃은 것 같다.
안모도는 거의 항상 직선 그립을 가지고 있지만 명나라 예술 작품에서는 아래쪽으로 구부러진 핸들이 묘사되어 있다. 청나라 통치의 마지막 세기에는 직선형 그립보다 곡선형 그립이 훨씬 더 널리 퍼졌다.

## 같이 보기
- 우미도
- 편도 (도검)
- 도 (중국)

## 참고 문헌
- Tom, Philip with Scott M. Rodell (February 2005). "An Introduction to Chinese Single-Edged Hilt Weapons (Dao) and Their Use in the Ming and Qing Dynasties". Kung Fu Tai Chi, pp. 76–85